# Sankt Sørens Kirke
Sankt Sørens Kirke er en sognekirke i landsbyen Gammel Rye ca. 4 km sydvest for Ry og ca. 14 km sydøst for Silkeborg. Gammel Rye Sogn har ca. 1900 indbyggere og udgør et eget pastorat. Kirken er en gammel valfartskirke.
Sankt Søren eller sankt Severin var en begavet bondedreng, der blev præst og senere biskop i Køln omkring år 400. Hans navnedag er 23. oktober.

## Kirkens historie
Kirken har et usædvanligt udseende, som afspejler en kompliceret bygningshistorie. Den består af et stort langhus i sengotisk byggestil med et våbenhus fra 1800-tallet på nordsiden og øst for langhuset et fritstående tårn af nyere dato.
Oprindelig har der været en lille romansk kvaderstenskirke på stedet. Formodentlig i begyndelsen af 1300-tallet opstod der en kult omkring Sankt Sørens kilde i Rye Sønderskov en lille kilometer vest for kirken, idet kildevandet mentes at have helbredende virkninger. Kilden blev viet til den hellige Søren (Severin), som enten kan være en lokal helgen eller biskop Severin af Bordeaux i Frankrig. Mennesker fra hele Jylland og fra Nordtyskland begyndte at valfarte til stedet, og der opstod et kildemarked, som blev holdt tre gange årligt. De valfartende – især de, som mente sig helbredt af kildevandet – gav betydelige gaver til stedet, og det medførte, at den gamle romanske kirke blev udbygget med korsarme og et korparti. Senere blev der i to omgange tilføjet et langhus mod vest, som udgør den nuværende kirke og endelig et tårn, som helt usædvanligt blev anbragt i kirkens østre ende. Resultatet blev i 1400-tallet en kirke af domkirkeagtig størrelse.
Efter reformationen ophørte valfarten og pengestrømmen til kirken, som gik i forfald. I 1637 blev den oprindelige del af kirken med korsarmene revet ned og i 1699 måtte tårnet også fjernes efter en brand. I 1912 blev det nuværende tårn bygget på det gamle tårns fundamenter.
Kirken har en plads i Danmarkshistorien idet den dannede ramme om kongevalget d. 4. juli 1534, hvor den jyske adel valgte Christian 3. til Danmarks konge. Kongevalget førte til reformationen og den katolske kirkes fald i Danmark.

## Kirkens ydre
Kirken består af et langhus, hvilket vil sige, at kor og skib går ud i et uden en markeret overgang. Langhuset, som er opført af munkesten, består af to bygningsafsnit, det ene fra begyndelsen af 1400-tallet, det andet yngre, sandsynligvis opført i tiden umiddelbart før år 1500. Det ses tydeligt bl.a. på fundamentet og på en firkløverfrise under taget, at huset er bygget i to omgange. Der er spor af de oprindelige nu tilmurede døre, og vindueslysningerne i de to afsnit er forskellige. Vindueslysningerne er blevet formindsket i 1800-tallet. Kirken har tegltag.
Det fritstående tårn øst for kirken er opført i 1911-1912 over de gamle middelalderlige fundamentsrester. Tårnet er tegnet af Hack Kampmann.

## Kirkens indre
Kirkerummet er hvælvet med gotiske krydshvælv, som hviler på falsede vægpiller. Alterbordet fra omkring 1700 er bygget af kvadersten.
På nordvæggen i det østligste fag hænger der et krucifiks af egetræ fra omkring år 1500, som kan stamme fra Øm Kloster. Den høje Kristusfigur er lidende med hovedet på skrå iklædt lændeklæde og tornekrone. Korset er simpelt af udførelse og hvert af korsets arme afsluttes med evangelistsymboler.
Altertavlen fra 1630 i bruskbarok er udført af træskærer Jesper Maler fra Linå og består af fodstykke, hovedstykke samt topstykke. Tavlen blev i 1930 efter restaurering og nystaffering malet i brune nuancer og delvist belagt med bladguld.
Prædikestolen fra 1632 er sandsynligvis udført af Jesper Maler fra Linå. Den tilhørende lydhimmel er fra 1935, men holdt i samme stil. Stolen bæres af et muret fundament, der sandsynligvis er fra omkring 1700. Prædikestolen blev i 1930 restaureret og nystafferet
Den romanske døbefont af grovkornet granit med indhuggede relieffer, som hviler på en ny sokkel fra 1942. Kummen har en diameter på ca. 70 cm. Den er forsynet med indhuggede relieffer med to løver med front mod hinanden; hovederne er dog forsvundet. Fonten er egnskarakteristisk og tilhører Låsby-Vinderslev-gruppen af romanske løvefonte. På væggen bag døbefonten er ophængt et middelalderligt røgelseskar.
Dåbsfadet er et nederlandsk arbejde i messing fra omkring 1650 dekoreret med indpunslet ornament forestillende den gammeltestamentlige fortælling om spejderne med vinklasen (4. Mos. 13).
Orgelet er bygget i 1995 af Marcussen & Søn. Facaden er designet i samarbejde med arkitekt Poul Brøgger. Orgelet har 17 stemmer fordelt på hovedværk, brystværk (i svelle) og pedalværk og har mekanisk traktur.
Et kirkeskib, briggen Johanne, er fra 1897.

## Galleri
- Gl. Rye Kirke set fra nordøst
- Kirkens indre set mod koret
- Kirkens indre set mod vest
- Kirkeskibet

- Kirkens alter
- Prædikestolen
- Døbefonten
- Krucifikset

## Eksterne kilder og henvisninger
- Sankt Sørens Kirke Arkiveret 3. november 2014 hos  Wayback Machine
- Sankt Sørens Kirke hos KortTilKirken.dk
- Sankt Sørens Kirke i Gl. Rye hos danmarkskirker.natmus.dk (Danmarks Kirker, Nationalmuseet)